# Shame (singel Eurythmics)
Shame – singel brytyjskiego duetu Eurythmics, wydany w 1987 roku.

## Ogólne informacje
Był to drugi singel z albumu Savage. Jest to synthpopowa ballada wyrażająca żal i pogardę dla płytkiego, bezcelowego życia. Singel nie odniósł sukcesu na listach przebojów. Nie został wydany w USA. Na stronie B wydano piosenkę „I’ve Got a Lover (Back in Japan)”.

## Teledysk
Autorką teledysku do „Shame” jest Sophie Muller.

## Listy przebojów
| Kraj            | Pozycja |
| --------------- | ------- |
| Wielka Brytania | 41      |
| Niemcy          | 53      |
| Holandia        | 44      |
| Włochy          | 28      |
| Australia       | 39      |
| Nowa Zelandia   | 23      |